# Roberto Corell
Roberto Corell Mascaros (Barcelona, 2 de octubre de 1906-Ciudad de México, 6 de julio de 1977)  fue un actor de cine mexicano. Apareció en más de ochenta películas durante su carrera.

## Filmografía selecta
- Los apuros de Narciso (1940)
- El gendarme desconocido (1941)
- Gran Hotel (1944).
- Rosalinda (1945)
- Un día con el diablo (1945)
- Soy un prófugo (1946)
- El socio (1946)
- Sinfonía de una vida (1946)
- El reino de los gángsters (1948)
- El mago (1949)
- Sobre las olas (1950)
- Las mujeres de mi general (1951)
- Las tres Elenas (1954)
- El bolero de Raquel (1957).
- Amor en la sombra (1960).